# Municipio de Gentilly
El municipio de Gentilly (en inglés: Gentilly Township) es un municipio ubicado en el condado de Polk en el estado estadounidense de Minnesota. En el año 2010 tenía una población de 280 habitantes y una densidad poblacional de 3,36 personas por km².

## Geografía
El municipio de Gentilly se encuentra ubicado en las coordenadas 47°48′3″N 96°24′38″O / 47.80083, -96.41056. Según la Oficina del Censo de los Estados Unidos, el municipio tiene una superficie total de 83.29 km², de la cual 83,29 km² corresponden a tierra firme y (0 %) 0 km² es agua.

## Demografía
Según el censo de 2010, había 280 personas residiendo en el municipio de Gentilly. La densidad de población era de 3,36 hab./km². De los 280 habitantes, el municipio de Gentilly estaba compuesto por el 97,86 % blancos, el 0,36 % eran afroamericanos, el 0,71 % eran amerindios, el 0,71 % eran asiáticos, el 0,36 % eran de otras razas. Del total de la población el 3,93 % eran hispanos o latinos de cualquier raza.